# Orgia

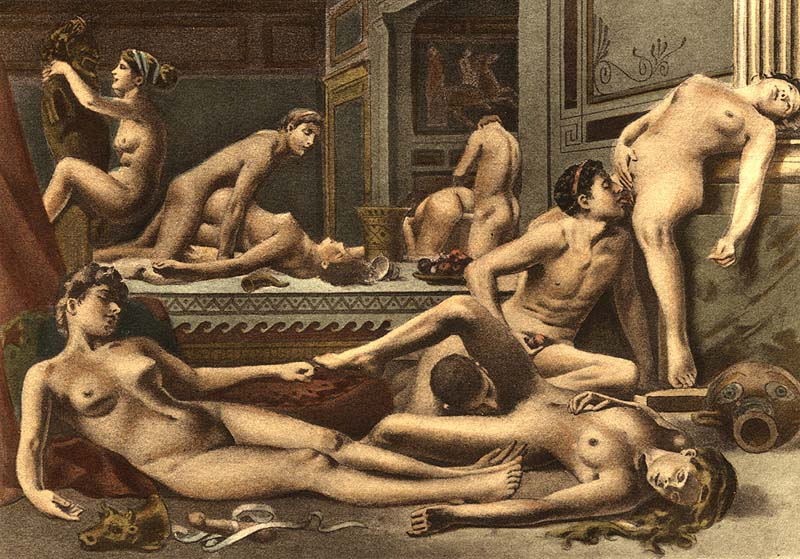
Una orgia vista per Édouard-Henri Avril

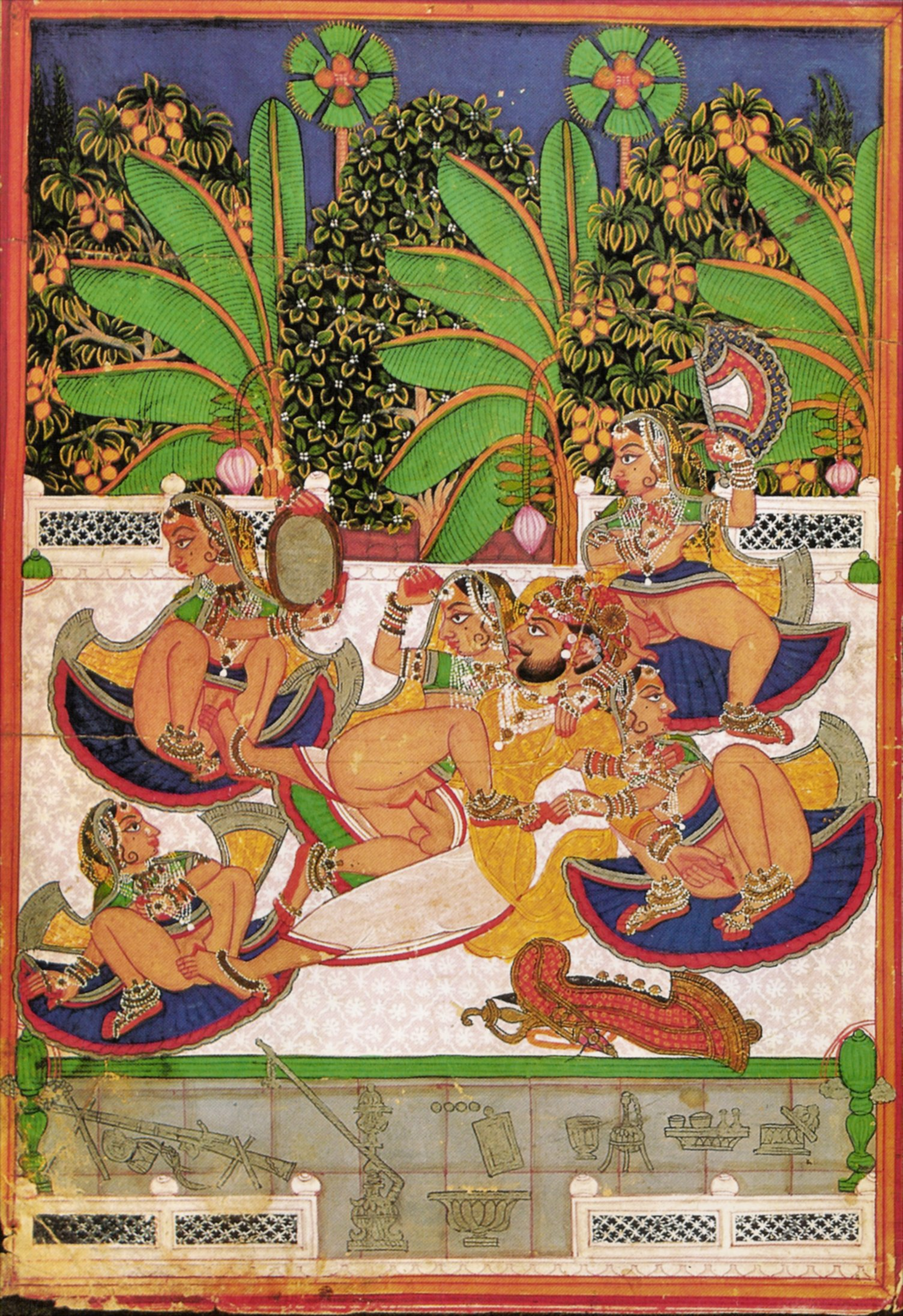
Orgia a l'Índia

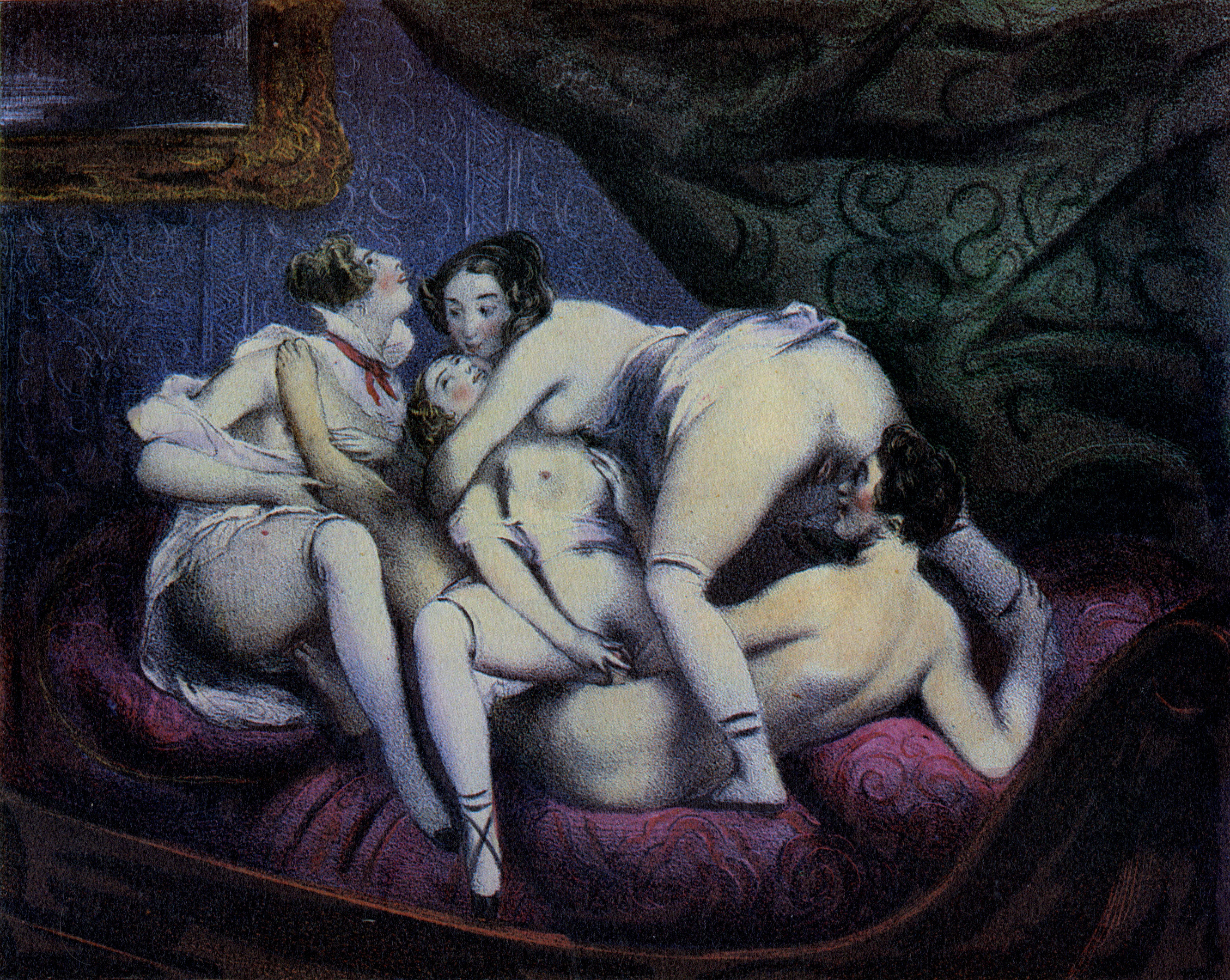
Il·lustració de l'òpera Gamiani, una nit d'excés, de 1833

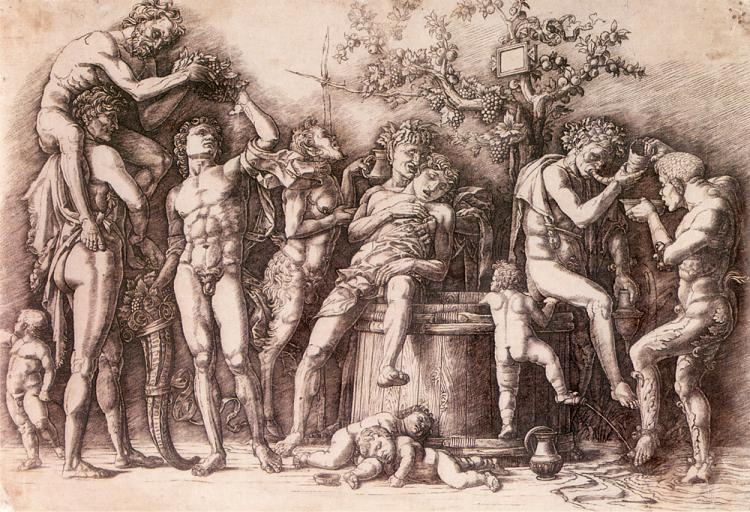
Gravat renaixentista que mostra una bacanal romana

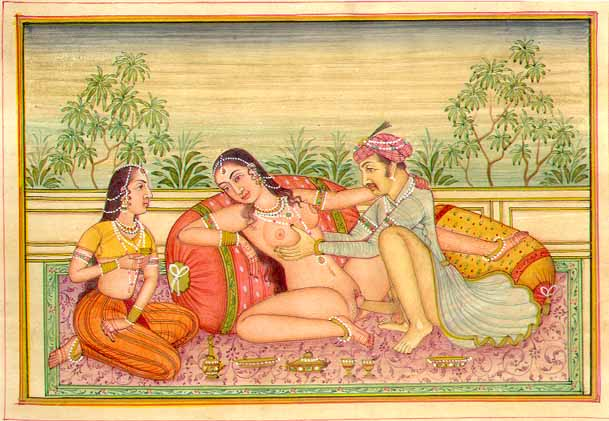
Il·lustració del kamasutra

Una orgia és un encontre sexual en grup. En origen es referia a les festes plenes d'excesos; vi, menjar i sexe; del déu grec Dionís, i més tard a les bacanals del seu equivalent romà Bacus.
Diverses referències escrites i il·lustrades (ceràmica, mosaic, baix relleu, etc.) mostren l'existència d'orgies a la major part de períodes històrics, com per exemple l'antiga Roma, l'antiga Grècia, l'edat mitjana, el Renaixement i l'edat moderna. L'activitat sexual entre tres persones alhora rep el nom de trio i a partir de quatre és quan es considera una orgia, tot i que a l'imaginari popular sovint les formen desenes de persones. A algunes cultures, les orgies o altres pràctiques de sexe grupal formen part de pràctiques religioses o rituals. Són presents, per exemple, al budisme i al Kama Sutra. Per a algunes persones, el fet de participar-hi pot ser una fantasia eròtica.

## Etimologia
El terme orgia en català prové del llatí orgĭa, que per la seva banda ve del grec ωργια, orgía, que es referia a una festa de Dionís.

## Origen
A l'antiga Grècia hom va voler agrupar tots els plaers imaginables del cos i de l'ànima als banquets, unes festes codificades però perquè fossin belles, seguissin unes regles harmòniques -com desitjaven per a tota activitat humana- i una successió raonada de distraccions estètiques, sensuals o espirituals. Els grecs cercaven l'harmonia, la bellesa i la justa mesura per damunt de tot, intentaven racionalitzar l'irracional i odiaven per tant la desmesura. Estimaven tota mena de plaers sense prejudicis, però temien esdevenir esclaus dels seus desitjos i la pèrdua de poder de control. Així, els grecs contenien les seves orgies-banquets dintre dels límits d'un ritual.
Els romans van prendre la idea però sense cap mena de contenció ritual. Al contrari que les gregues, a les orgies romanes tot era desmesurat. La imatge tradicional d'aquestes orgies era menjar i beure fins al límit, vomitar i recomençar. El sexe es practicava lliurement i en públic. Els homes amb dones o nois per igual, amb més persones preferentment que amb menys.

## Psicologia
L'orgia agrada perquè ofereix plaer i la possibilitat de compartir-lo i pertànyer a un grup. A l'orgia, com a altres pràctiques sexuals, i també a altres activitats, com l'esport o el joc ofereix plaers psicològics similars a l'humor i a l'èxit d'una activitat ben feta. Sembla que l'ésser humà busca combinar el major nombre possible de plaers en una mateixa situació: la gastronomia no és només l'olor, l'aspecte i el gust del menjar. Si podem, l'addicionem amb música de fons, una decoració cuidada, espelmes o llums, perfums o l'ambient refinat d'un restaurant elegant per donar una sensació de plenitud hedònica. En aquest ordre d'idees, les antigues orgies combinaven totes les modalitats possibles del plaer.
També és important el component cultural, ja que segons les cultures de cada poble i cada època, certs plaers es valoren, s'ignoren o es prohibeixen. A l'Europa cristiana el que més s'ha ignorat, menyspreat o fins i tot prohibit és la part somatosensorial dels plaers. Així, a la cultura occidental actual i des de fa segles, el que es valora és la cerca de plaers no corporals mentre que qui cerca els plaers corporals encara avui és sovint considera com un pervers obscès o depravat, viciós o luxuriós.
La cerca del plaer, i de la combinació de quants més plaers possibles, és biològicament normal, i no és problemàtica ni fisiològica ni psicològicament, mentre no hi hagi excessos. Més que això, el plaer és una guia física que ens indica com assolir l'homeòstasi de l'organisme.

## Casos particulars
El terme orgia és actualment un mot que engloba altres pràctiques sexuals específiques. Per exemple, es pot considerar el trio com una variant o cas particular d'orgia, a la qual intervenen tres persones. Altres fan referència a pràctiques esfecífiques, com és el cas del gang bang o triple penetració (anus, vagina i boca), el reverse gang bang (un home amb diverses dones alhora), l'entrepà (penetració anal i vaginal), el trenet (penetració anal homosexual en cadena), etc.

## Orgies a la ficció
- A Un món feliç d'Aldous Huxley, les orgies fan part de cerimonials obligatoris

## Curiositats
A la plaça major del Poble Espanyol, a Barcelona, l'agost de 2005, es va filmar l'espectacular escena final de la pel·lícula El perfum: Història d'un assassí, de Tom Tykwer, que consistia en una orgia que ocupava tota la plaça. Centenars de barcelonins i de catalans d'altres llocs van fer d'extres per a la filmació, que va durar dues setmanes, d'aquesta escena.